# Harriette Fastbom
Harriette Fastbom, egentligen Harriett Margareta Charlotta Fastbom, född 23 mars 1907 i Stockholm, död 9 juni 1981 i Oscars församling i Stockholm, var en svensk skådespelare.
Fastbom medverkade i Stockholms-Tidningens Greta Garbotävling 1931 och kom på tredje plats. Hon var dotter till skådespelaren Ernst Fastbom  och gift med radioregissören Carl-Otto Sandgren. De är begravda på Norra begravningsplatsen utanför Stockholm.

## Filmografi
- 1924 – Halta Lena och vindögda Per
- 1931 – Fröken, Ni liknar Greta Garbo!

## Teater

### Roller (ej komplett)
| År   | Roll                        | Produktion                           | Regi          | Teater             |
| ---- | --------------------------- | ------------------------------------ | ------------- | ------------------ |
| 1927 | Anna, hembiträde hos Weller | Revyprimadonnan Svasse Bergqvist     | Sigurd Wallén | Folkteatern        |
| 1932 | Edit, sömmerska             | Jag gifta mig – aldrig Ernst Fastbom | Ernst Fastbom | Folkets hus teater |